# Limia fuscomaculata
 Limia fuscomaculata és un peix de la família dels pecílids i de l'ordre dels ciprinodontiformes.

## Morfologia
Les femelles poden assolir els 3,9 cm de longitud total.

## Distribució geogràfica
Es troba al sud-oest d'Haití.